# پیر ورشتگ
پیر ورشتگ (انگلیسی: Pierre Versteegh; ۶ ژوئن ۱۸۸۸ – ۳ مهٔ ۱۹۴۲) افسر (ارتش)، و افسر (ارتش)، اهل پادشاهی هلند بود.